# Mwasala
Mwasala ist ein Verwaltungsbezirk (englisch Ward) des Distrikts Nzega (DC) in der tansanischen Region Tabora.

## Geografie
Mwasala ist ein ländlicher Bezirk im westlichen Teil des zentralen Hochlands von Tansania, etwa 30 Kilometer Luftlinie nordöstlich der Distrikthauptstadt Nzega. Die Grenze im Norden bildet der Fluss Manonga.
Bei der Volkszählung 2022 lebten 10.358 Menschen in 1501 Haushalten auf einer Fläche von 124 Quadratkilometern.

Der Bezirk grenzt im Norden an die Region Shinyanga, im Osten an den Distrikt Igunga, im Südwesten an den Distrikt Nzega (TC) und sonst an Bezirke des Distrikts Nzega (DC):
|        | Shinyanga                                   |       |
| Lusu   | Kompassrose, die auf Nachbargemeinden zeigt | Choma |
| Mbogwe |                                             | Wela  |

## Gliederung
Der Bezirk besteht aus drei Gemeinden (swahili Mtaa) mit elf Orten (Kitongoji):
| Mwasala - Mwasala - Mwandugwidako - Matinje - Simbo | Mwakabasa - Mwakabasa - Bukingwa - Shambalambu | Nhele - Nhele - Busanda Mpya - Mabambasi - Mlimani |

## Gesundheit
Im Bezirk gibt es eine staatliche Apotheke.